# جوي سيم
جوي سيم (2 مارس 1987 بسنغافورة - ) هو لاعب كرة قدم صيني في مركز حراسة المرمى. شارك مع منتخب سنغافورة لكرة القدم. أما مع النوادي، فقد لعب مع باليستيير خالسا ونادي هوم يونايتد وهاوجانج يونايتد.

## وصلات خارجية
- جوي سيم على موقع قاعدة بيانات كرة القدم.إي يو (الإنجليزية)
- جوي سيم على موقع ناشيونال فوتبول تيمز (الإنجليزية)